# Zoran Sretenović
Zoran Sretenović (* 5. August 1964 in Belgrad; † 28. April 2022 ebendort) war ein jugoslawischer bzw. serbischer Basketballspieler und -trainer.

## Laufbahn

### Spieler
Sretenović spielte zunächst Fußball und anschließend bei Roter Stern Belgrad Basketball. 1981 holte ihn Trainer Duško Vujošević in die Jugend von OKK Belgrad. 1982 wurde er mit dem Verein jugoslawischer Jugendmeister. Er blieb bis 1983 bei OKK, spielte dann wieder bei Roter Stern, 1986 wechselte er zu KK Split. Dort war er Mitglied der Mannschaft, die um die Jahrzehntwende den europäischen Vereinsbasketball bestimmte. 1989, 1990 und 1991 gewann er mit Split den Europapokal der Landesmeister. Im Endspiel 1989 erzielte Sretenović sieben, 1990 fünf und 1991 sieben Punkte. Außerdem holte er mit Split 1988, 1989, 1990 und 1991 den jugoslawischen Meistertitel, 1990 und 1991 zusätzlich den Sieg im Pokalwettbewerb.
Zur Saison 1991/92 schloss sich Sretenović dem deutschen Bundesliga-Verein TTL Bamberg an. Der für seine mannschaftsdienliche Spielweise bekannte, 1,88 Meter messende Spielmacher gewann mit Bamberg 1992 den DBB-Pokal. Im zweiten Endspiel gegen Ludwigsburg erzielte er 20 Sekunden vor dem Schluss von der Freiwurflinie aus die beiden letzten Punkte zum 74:68-Sieg. In der Basketball-Bundesliga erreichte er mit Bamberg die Vorschlussrunde um die deutsche Meisterschaft.
Sretenović verließ Bamberg und nahm ein Angebot des französischen Erstligisten Olympique d’Antibes an. Für die Südfranzosen erzielte er 1992/93 in 25 Ligaspielen im Schnitt 10,1 Punkte und bereitete ebenso pro Spiel im Mittel 6,3 Korberfolge seiner Nebenmänner vor. 1993 kehrte er in seine Heimatstadt zurück und unterschrieb bei Partizan Belgrad. Mit der Mannschaft gewann er in der Saison 1993/94 den jugoslawischen Pokalwettbewerb. Nach einem Jahr (1994/95) bei Borovica Ruma stand er 1996/97 wieder bei Roter Stern Belgrad unter Vertrag. Sretenović ging für ein Jahr (1996/97) zu Borovica Ruma zurück, 1997/98 verstärkte der Spielmacher Radnicki Belgrad und zum Schluss seiner Spielerlaufbahn von 1998 bis 2001 Stal Ostrów in Polen. Dort überzeugte er insbesondere als Korbvorbereiter.
Während seiner Laufbahn bestritt er 44 Länderspiele für Jugoslawien. 1991 und 1995 wurde Sretenović Europameister. Im EM-Endspiel 1991 stand er 31 Minuten auf dem Feld und erzielte fünf Punkte, 1995 gehörte er ebenfalls zum Kader, der Gold holte, verpasste aber das Endspiel.

### Trainer
Er wechselte nahtlos an die Seitenlinie und übernahm 2001 das Traineramt bei Budućnost Podgorica. Ab 2002 folgten bis 2010 mehrere Trainertätigkeiten in Serbien und Bosnien und Herzegowina. In der Saison 2010/11 war er ab Anfang November 2010 als Trainer bei Polpharma Starogard im polnischen Danzig tätig und führte die Mannschaft zum Gewinn des Pokalwettbewerbs. Er blieb bis zum Saisonende 2010/11. Im Januar 2013 trat er das Traineramt bei AZS Koszalin in Polen an. Anschließend wurde sein Vertrag auf die Saison 2013/14 ausgeweitet. Anfang November 2013 wurde er nach einer Niederlagenserie entlassen.
In der Saison 2015/16 arbeitete er bei Stal Ostrów (Polen) als Trainer, 2018 übernahm er die Leitung der Nachwuchsarbeit von OKK Belgrad.